# هوغو سبادافورا
هوغو سبادافورا فرانكو (بالإسبانية: Hugo Spadafora)‏ (6 سبتمبر 1940 - 13 سبتمبر 1985)، هو سياسي ثوري بنمي من أصول إيطالية. كان طبيب وقائد ميلشيات مقاتلة في غينيا بيساو ونيكاراغوا. انتقد الحكم العسكري الديكتاتوري في بنما بقيادة الجنرال مانويل نورييغا، مما أدى إلى مقتله.

## حياته
وُلد سبادافورا يوم 6 سبتمبر 1940 في مقاطعة تشيتري - محافظة هيريرا جمهورية بنما، تخرج من جامعة بولونيا في إيطاليا. عمل كطبيب قتالي مع حرب العصابات المستقلة لغينيا بيساو خلال حرب الاستقلال في غينيا بيساو. وشغل منصب نائب وزير الصحة. وفي عام 1978 قام بتنظيم لواء فيكتوريانو لورنزو، الذي شكلته مجموعة من المقاتلين البنميين لمحاربة نظام أناستاسيو سوموزا في نيكاراغوا.

## مقتله
كان هوغو سبادافورا طبيبًا وناشطًا سياسيًا اختلف لأول مرة مع مانويل نورييغا عندما كانا عضوين في حكومة عمر توريخوس. على الرغم من كونه حليفًا لتوريخوس، فقد كان هو ونورييغا أعداء لفترة طويلة. على الرغم من عدم كونه عضوًا في المعارضة، فقد أصبح ناقدًا صريحًا لنورييغا بعد عودته إلى بنما من غواتيمالا في عام 1981. جمع سبادافورا أدلة على الفساد داخل الحكومة باستخدام منصبه كحليف لتوريخوس لاستجواب حلفاء نورييغا، بما في ذلك رودريغيز وكارلتون. وشمل ذلك محادثة مطولة مع كارلتون في منتصف عام 1985 بعد أن انهارت عملياته المتعلقة بالمخدرات بسبب النزاعات حول شحنة مفقودة، وكان قد حصل على دعاية سلبية في الصحافة البنمية. في سبتمبر 1985 اتهم نورييغا بصلاته بالاتجار بالمخدرات وأعلن عن نيته العودة إلى بنما لمعارضته. هددت تهم تهريب المخدرات دعم نورييغا بين دائرته الانتخابية من أفراد الطبقة الوسطى الذين استفادوا في ظل حكومته وحكومة توريخوس.
وفقا للكتاب ريتشارد كوستر وجويليرمو سانشيز، عاد سبادافورا إلى بنما في حافلة من كوستاريكا. بعد عبور الحدود، رأى بعض الشهود سبادافورا يتم انزاله من الحافلة بواسطة الجنود. وعُثر على جثته المقطوعة في وقت لاحق تظهر عليها علامات تعذيب وحشي ملفوفة في حقيبة بريدية تابعة لبريد الولايات المتحدة. يُعتقد على نطاق واسع بأن مانويل نورييغا مسؤول عن الامر بعملية القتل، ووفقًا لكوستر وسانشيز، كان لدى الولايات المتحدة معلومات استخباراتية تورط نورييغا. في يوم اعتقال سبادافورا، تنصتت وكالة الأمن القومي الأمريكية على محادثة هاتفية بين نورييغا والقائد العسكري في مقاطعة شيريكي حيث تم القبض على سبادافورا. خلال المحادثة، أخبر القائد العسكري نورييغا قائلا: "لدينا الكلب المسعور". ورد نورييغا "هل تعلم ماذا نفعل بالكلاب المسعورة؟، "في تلميح واضح بأن يقتل الرجل". لقد أدى مقتل سبادافورا إلى تدمير صورة نورييغا بشكل سيئ، داخل وخارج بنما على حد سواء، وكان من بين الأسباب التي دفعت الولايات المتحدة إلى اعتبار نورييغا عائقًا بدلًا من ان يكون مساعدًا، على الرغم من دعمه المستمر للتدخلات الأمريكية في مكان آخر.
أعلن بارليتا عن نيته تعيين لجنة مستقلة للتحقيق في جريمة القتل أثناء زيارته لمدينة نيويورك في وقت لاحق في سبتمبر. عند عودته إلى بنما، اضطر إلى الاستقالة بعد مواجهة مع نورييغا. تم استبداله بنائبه إريك أرتورو ديلفال. كان بارليتا يحظى بتقدير كبير في إدارة الرئيس ريغان، وأدت إزالته إلى تدهور العلاقات بين الولايات المتحدة ونورييغا. شمل رد الولايات المتحدة على تقليل المساعدة الاقتصادية والضغط على بنما لإصلاح القوانين المصرفية، وقمع تجار المخدرات، والتحقيق في مقتل سبادافورا، وتقليل دور الحزب الثوري الديموقراطي في الحكومة. بينما كان نورييغا خارج البلاد، فكر روبرتو دياز هيريرا في استخدام الضجة حول سبادافورا للاستيلاء على السلطة، ولكن على الرغم من تعبئة بعض القوات، قرر في النهاية عدم متابعة الانقلاب، مدركًا أنه لا يمكنه الاعتماد على الدعم الكافي. علاوة على ذلك، أبرم نورييغا صفقة مع نائبه، مفادها أنه سيتنحى عن منصبه كقائد عسكري في عام 1987 ويسمح لـ روبرتو دياز هيريرا بخلافته. ومع ذلك، في عام 1987، تراجع نورييغا عن هذا الاتفاق، وأعلن أنه سيترأس الجيش للسنوات الخمس القادمة، وكلف روبرتو دياز هيريرا بمنصب دبلوماسي. رد روبرتو دياز هيريرا بإصدار تصريحات علنية تتهم نورييغا بتزوير انتخابات 1984، وقتل سبادافورا، والاتجار بالمخدرات، وكذلك اغتيال الرئيس عمر توريخوس بقنبلة على طائرته. أثارت هذه التصريحات احتجاجات ضخمة ضد نورييغا، في مسيرات كانت تضم 100 ألف شخص، ما يقرب من 25 ٪ من سكان مدينة بنما، ساروا احتجاجًا في 26 يونيو 1987. واتهم نورييغا هيريرا بالخيانة، وقمع المتظاهرين بشدة. أصدر مجلس الشيوخ الأمريكي قرارًا يطلب من نورييغا التنحي حتى يمكن محاكمة هيريرا؛ رداً على ذلك، أرسل نورييغا العاملين في الحكومة للاحتجاج خارج السفارة الأمريكية، وهو احتجاج تحول بسرعة إلى أعمال شغب. ونتيجة لذلك، أوقفت الولايات المتحدة جميع المساعدات العسكرية لبنما، وتوقفت وكالة المخابرات المركزية عن دفع المكافآت لنورييغا. كان لقرار مجلس الشيوخ تأثير تحديد الولايات المتحدة مع محاولة إزالة نورييغا. استغل نورييغا المشاعر المعادية لأميركا المتزايدة لتعزيز موقفه.
بدون دعم الولايات المتحدة، تخلفت بنما عن سداد ديونها الدولية، وفي ذلك العام تقلص اقتصاد البلاد بنسبة 20 ٪. ومع ذلك، على الرغم من أن الولايات المتحدة لم تعترف بالرئيس الجديد، قررت وزارة الخارجية عدم القيام بذلك، لأن هذا من شأنه أن يقطع العلاقات مع نورييغا. واستمرت الامور هكذا إلى ان تمكنت الولايات المتحدة من إلقاء القبض على مانويل نورييغا يوم 3 يناير 1990 نتيجة الغزو الأمريكي لبنما.

## وصلات خارجية
- (فيديو): وثائقي باللغة العربية عن الصراع بين «هوغو سبادافورا» والجنرال «مانويل نورييغا».